# Jacob von Eggers

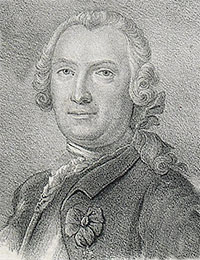
Jakob von Eggers.

Jacob von Eggers, före 1751 Eggers, född 14 december 1704 i Dorpat, död 12 januari 1773 i Danzig, var en svensk friherre och fortifikationsofficer.

## Biografi
Eggers åtföljde 1722 sin mor och styvfar friherre Knut Gustaf Sparre ur rysk krigsfångenskap till Sverige och inträdde 1723 vid Fortifikationen. Åren 1725-30 tjänstgjorde han i franska armén men tog 1734 anställning hos kung Stanisław I Leszczyński i Polen, som begagnade sig av hans ingenjörsinsikter till att sätta Danzig i försvarstillstånd. Han utnämndes 1735 till kapten vid artilleriet i Kassel och blev samma år löjtnant vid svenska Fortifikationen. Åren 1736-40 företog han vidsträckta resor i södra Europa, blev 1740 major vid sachsiska ingenjörkårens fältbrigad samt bevistade fälttåget i Böhmen och Prags stormning. Vid återkomsten till Sverige blev han 1741 kapten vid fortifikationsfältstaten samt deltog i kriget mellan Sverige och Ryssland 1741-43. År 1744 deltog han med sachsiska hären i fälttågen i Brabant och Böhmen. Samma år utnämndes han till chef för sachsiska fortifikationsfältstaten. År 1745 – utnämnd överstelöjtnant vid sachsiska ingenjörkåren – tjänstgjorde han vid österrikiska armén i Böhmen, men blev samma år i Dresden tillfångatagen av preussarna.
Efter att ha blivit fri övergick han 1747 till franska hären, med vilken han deltog i erövringen av Bergen op Zoom, och 1749 utnämndes han till överste och chef för fortifikationsfältbrigaden i kurfurstendömet Sachsen. Han återvände till Sverige 1751, adlades samma år samt utnämndes 1752 till överstelöjtnant vid Fortifikationen och 1755 till överste vid fortifikationsbrigaden i Pommern. Han inträdde 1756 i sachsisk tjänst, blev samma år kommendant på Königstein och 1758 kommendant i Danzig samt tog samma år avsked ur svensk tjänst, varvid han fick generalmajors grad. År 1772 upphöjdes han av Gustav III i friherrligt stånd. Han skänkte en mängd böcker till fortifikationsbiblioteket i Stockholm och till Vetenskapsakademien, av vilken han var ledamot sedan 1751. 
Eggers ansågs som en av sin tids främsta fortifikationsofficerare. Han utgav bland annat Journal du siege de Bergopzoom par un lieutenant-colonel ingenieur, en MDCCXLVII. Volontaire de l’armée des assiegeans. (1750; sedermera flera gånger omtryckt), en reviderad och betydligt utökad upplaga i två band (1751) av Aubert de La Chenayes 1743 utgivna Dictionnaire militaire; Krieges-, ingenieur-, artillerie-, see- und ritter-lexicon (1757) och "Dödsens tempel" (1747, översatt från franskan).